# Cung thi đấu điền kinh trong nhà Mỹ Đình
Cung thi đấu điền kinh trong nhà Mỹ Đình là một nhà thi đấu dành cho nội dung điền kinh ở Hà Nội, Việt Nam. Được xây dựng từ tháng 7 năm 2008 và hoàn thành vào tháng 9 năm 2009 nhằm phục vụ cho Đại hội Thể thao Trong nhà châu Á 2009.
Công trình có diện tích 3,4 ha (mật độ cây xanh chiếm 32%), tổng diện tích xây dựng hơn 17.700m² và diện tích dành cho thi đấu là 5.420m². Cung Thi đấu Điền kinh trong nhà có quy mô ba tầng: tầng 1 có diện tích 8.999m², tầng 2: 2.376m² và tầng 3: 1.047m². Chi phí xây dựng Cung là hơn 546 tỷ đồng..

## Sử dụng
Cung có đường chạy hình bầu dục dài 200m, đường chạy thẳng 60m, sân thi đấu cho môn nhảy cao, nhảy xa, ném tạ, phòng nghỉ cho vận động viên, phòng khởi động, trung tâm báo chí...
Công trình này có thời hạn sử dụng khoảng 70 năm và chịu được động đất cấp 7 độ Richter.
Đường chạy của Cung có thể tháo lắp được, do đó có thể sử dụng cho một số môn thể thao, mục đích khác, ví dụ như có thể bố trí 6 sân quần vợt trên mặt sân .
Cung là nơi tổ chức lễ bế mạc Đại hội Thể thao Trong nhà châu Á 2009.